# Hulterstads härad

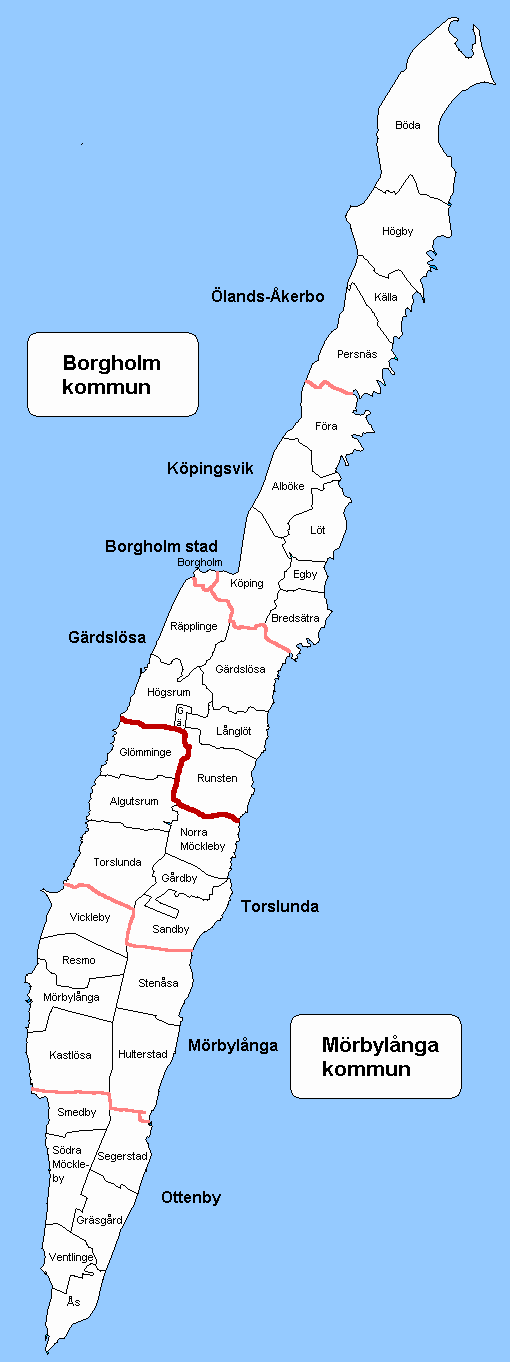

Hulterstads härad låg på mellersta Öland.
Häradet omfattade ett område ungefär som Mörbylånga landskommun: Mörbylånga socken, Resmo socken, Hulterstads socken, Stenåsa socken, Kastlösa socken, Smedby socken en by i Vickleby socken och en i Torslunda socken. Häradet upphörde omkring 1720 och områdena överfördes till Algutsrums härad, Möckleby härad och Gräsgårds härad.